# Johann Strauss (syn)

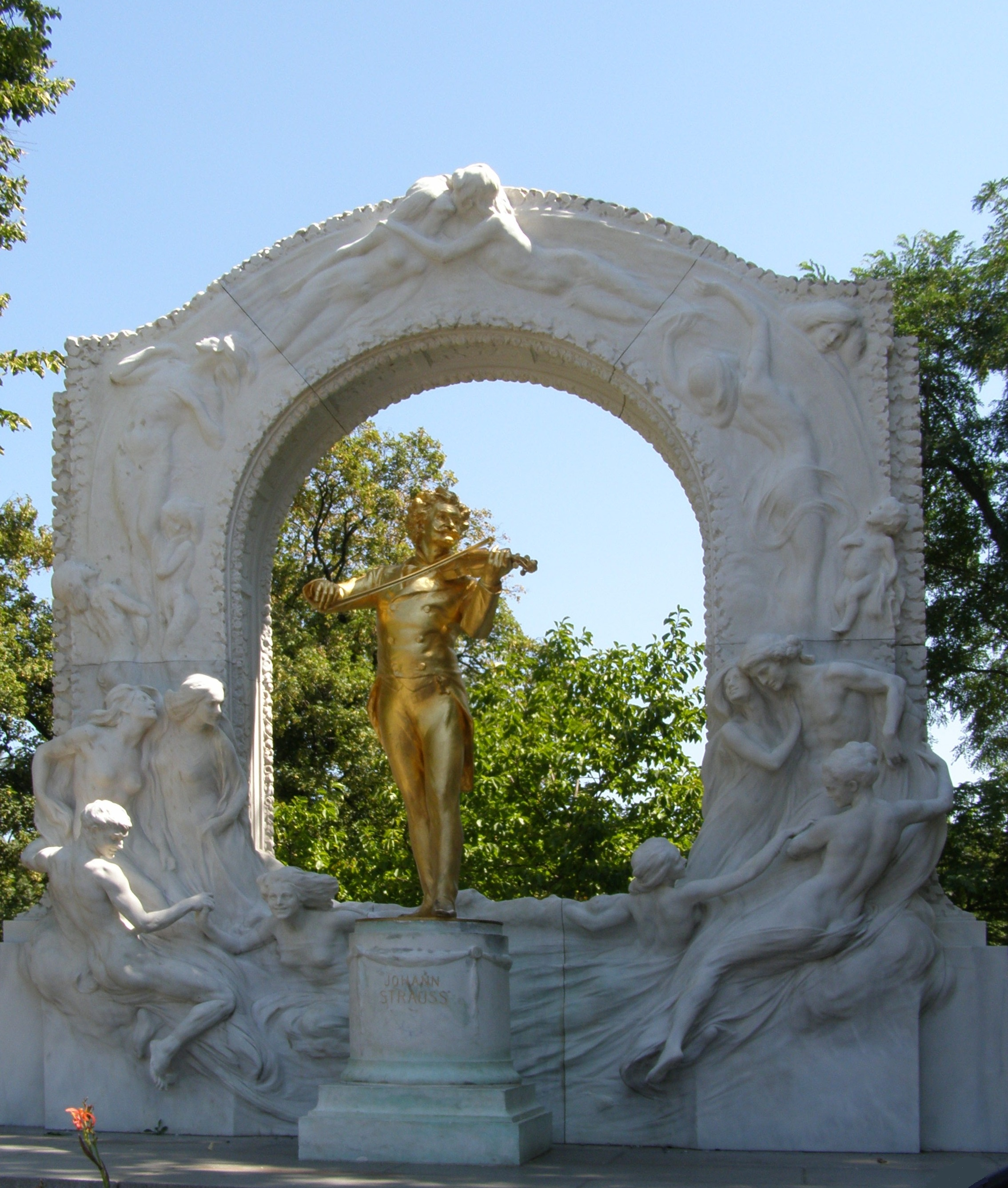
Pomnik Johanna Straussa II w Wiedniu, autorstwa secesyjnego rzeźbiarza Edmunda von Hellmera

Johann Strauss (ur. 25 października 1825 w Wiedniu, zm. 3 czerwca 1899 tamże) – austriacki kompozytor, dyrygent i skrzypek. Rozsławiony przez walce taneczne swojego autorstwa, m.in. Nad pięknym modrym Dunajem (An der schönen blauen Donau). Przedstawiciel tzw. dynastii Straussów.

## Życiorys

### Dzieciństwo i młodość
Był synem znanego kompozytora – również Johanna i Marii Ann Streim. Miał pięcioro młodszego rodzeństwa: Josefa (20.08.1827 – 22.07.1870), Annę (ur. 1829), Therese (ur. 1831), Ferdinanda (ur. 1834) i Eduarda (15.03.1835 – 28.12.1916). W wieku 6 lat skomponował pierwszego walca. W tajemnicy przed ojcem uczył się gry na fortepianie u Plachy’ego, na skrzypcach u Franza Amona, a następnie u Johanna Antona Kolmanna. Lekcje kompozycji pobierał u Josepha Drechslera. W październiku 1844 debiutował Dommayera w Hietzingu podczas koncertu w Cassino, dyrygując własną orkiestrą taneczną. Cztery lata później został muzykiem Gwardii Narodowej, komponując marsze i polki. W Wiedniu zaczęła królować muzyka obydwu Straussów, konkurujących ze sobą. Po śmierci ojca w 1849 Johann Strauss zadedykował mu skomponowanego walca Aeols-Töne op.88. Połączone zostały wtenczas obie orkiestry w jeden zespół. Międzynarodową popularność przyniosły mu trasy koncertowe po Niemczech, Rosji, Królestwie Polskim i Stanach Zjednoczonych.

### Związki małżeńskie
27 sierpnia 1862 poślubił o 7 lat starszą śpiewaczkę Jetty Treffz, matkę siedmiorga dzieci. Po jej śmierci w 1878 zawarł związek małżeński z młodszą o 25 lat Angeliką Dietrich, śpiewaczką pochodzącą z Wrocławia. Małżeństwo to szybko skończyło się rozwodem. Trzecią żoną Straussa była o 30 lat młodsza Adela Deutsch. Zadedykował jej walca Adele.

### Kariera muzyczna
W 1863 roku Johann Strauss objął stanowisko cesarsko-królewskiego nadwornego koncertmistrza. Przez kolejne 7 lat pełnił funkcję dyrektora balów na wiedeńskim dworze. W 1872 dostał zaproszenie do Stanów Zjednoczonych na serię koncertów z okazji setnej rocznicy uzyskania przez Amerykanów niepodległości. Z tej okazji skomponował walc jubileuszowy z wmontowanym hymnem USA. Od 1863 orkiestrę prowadzili jako stali dyrygenci jego młodsi bracia – Josef i Eduard. Prawdziwe uznanie zdobył wystawieniem Zemsty nietoperza w Operze Dworskiej w Wiedniu (1895) z okazji swoich siedemdziesiątych urodzin. Cztery lata później zmarł na zapalenie płuc. Nie zdążył ukończyć baletu Kopciuszek. Pochowany na Cmentarzu Centralnym w Wiedniu.
Dorobek Johanna Straussa juniora obejmuje 20 operetek, 1 balet, 1 operę i około 500 walców, kadryli i polek.

## Upamiętnienie
26 czerwca 1921 roku miało miejsce odsłonięcie pomnika Johanna Straussa w Stadtpark w Wiedniu. Odsłonięcie uwieńczono muzyką orkiestry Filharmonii Wiedeńskiej. Autorem pomnika jest Edmund Hellmer.

## Dzieła
| Opera - Rycerz Pazman Operetki - Indygo - Zemsta nietoperza op. 362 - Baron cygański op. 417 - Noc w Wenecji - Wesoła wojna - Wiedeńska krew - Karnawał w Rzymie | Walce - Eolskie tony op. 88 - Akceleracje - Gazetki poranne op.279 - Nad pięknym modrym Dunajem op. 314 - Życie artysty - Opowieści Lasku Wiedeńskiego op. 325 - Wino, kobieta i śpiew op. 333 - Wiedeńska krew (walc) op. 354 - Róże południa - Walc cesarski op. 437 - Odgłosy wiosny op. 410 | Polki i marsze - Champagner-Polki op. 211 - Tritsch-Tratsch-Polka op. 214 - Pizzicato Polka - Grzmoty i błyskawice - Pełną parą - Luksusowy pociąg op. 281 - Warszawska polka op.84 - Marsz egipski op. 335 - Marsz perski op. 289 |

## Odznaczenia
Otrzymał następujące odznaczenia:
- Kawaler Orderu Franciszka Józefa (Austro-Węgry)
- Królewski Pruski Order Korony IV klasy
- Order Czerwonego Orła II klasy (Królestwo Prus)
- Kawaler Legii Honorowej (Francja)
- Komandor Orderu Izabeli Katolickiej (Hiszpania)
- Kawaler Orderu Izabeli Katolickiej (Hiszpania)
- Kawaler Orderu Karola III (Hiszpania)
- Oficer Orderu Korony Włoch (Włochy)
- Kawaler Orderu Świętych Maurycego i Łazarza (Włochy)
- Order Ernestyński
- Order Lwa Zeryngeńskiego
- Komandor Orderu Zasługi Cywilnej (Bułgaria)
- Kawaler Orderu Lwa i Słońca (Persja)
- Order Medżydów IV klasy (Imperium Osmańskie)